# Expect The Impossible
Albums de Stellar Kart
We Can'T Stand Sitting Down
(2006) Life Is Good: The Best Of Stellar Kart
(2009)
Singles
Expect The Impossible est le troisième album du groupe Stellar Kart.

## Pistes
1. Innocent – 2:57
2. Automatic – 2:49
3. Jesus Loves You – 3:06
4. The Right One – 2:53
5. Sunshine – 3:08
6. Pray – 3:01
7. Shine Like The Stars – 4:07
8. Eyes – 3:43
9. I Give Up – 2:51
10. Letters – 4:07
11. Centerfield (iTunes Bonus Track) – 3:16